# May Street Presbyterian Church w Belfaście
May Street Presbyterian Church w Belfaście – kościół prezbiteriański zlokalizowany w centrum Belfastu (Irlandia Północna), przy May Street.

## Historia i architektura
Obiekt został zbudowany w 1829 dla pastora Henry'ego Cooke'a, popularnego kaznodziei swoich czasów. Jest to budynek reprezentujący styl georgiański, wpisany na listę zabytków klasy A. Organy skonstruowane przez zakład Binnsa zostały zainstalowane w 1914 i są nadal sprawne. W 2018 pierwotna kongregacja prezbiteriańska, z uwagi na małą liczbę członków, przekazała świątynię nowej wspólnocie Carnmoney Presbyterian Church.